# Korsika
Korsika (fransk: Corse, korsikansk: Corsica) er en ø i Middelhavet. Den danner en region i Frankrig, men er opdelt i to departementer. Øen har været under fransk styre siden 1768.
Korsika har i dag (2019) ca. 339.000 indbyggere, og hovedstaden i regionen er Ajaccio (korsikansk Aiacciu). Det tidligere departement ”Corse” blev efter den 1. januar 1979 opdelt i to nye departementer, Corse-du-Sud og Haute-Corse (nummer 2A og 2B), hvad der passer meget godt med inddelingen fra 1793 til 1811 i departementerne Golo og Liamone.

## Administration
Den korsikanske region danner "la Collectivité territoriale de Corse (CTC)" (=Korsikas territoriale enhed), hvis status er fastlagt med lov af 13. maj 1991. Denne lov fastlægger en ny, friere status for den franske republiks regioner, selvom netop Korsika havde en vis særstatus i forvejen. 
Korsikas territoriale enhed omfatter tre institutioner:
- Det udøvende råd (en slags "regering"), siden 2010 under ledelse af Paul Giacobbi
- Korsikas teritorialforsamling (en slags "parlament")
- Korsikas økonomisk-sociale råd (CNSC).

## Økonomi
Økonomien på Korsika er i meget høj grad bestemt af indtægterne fra turismen. De fastboende indbyggere har ganske vist forhindret hotel- og marinabyggerier, som kendes fra mange andre steder langs Middelhavets kyster, men det har blot betydet, at det er dyrt at feriere på øen.
I landbruget dyrkes der en del grønsager og vin, men det er især ved husdyrbrug, at korsikanerne tjener penge. Det foregår helt ekstensivt ved, at dyrene går frit omkring, sådan at man dagligt møder halvvilde køer, får og svin på de små veje inde i landet.
Fiskeriet har tidligere været en hovednæringsvej for mange, men det er gået en del tilbage og kan ikke klare efterspørgslen fra indbyggere og turister.

## Politik
Der findes flere bevægelser, som arbejder for korsikansk uafhængighed, nogle dog mest for indre selvstyre. Generelt set drejer kravene sig om fremme af det korsikanske sprog, mere magt til det regionale råd og yderligere undtagelser for franske skatte- og toldregler (man har allerede et vist mål af frihandelszone på Korsika).
Den traditionelle, franske centralisme, som stammer fra revolutionstiden, slår igennem i de langstrakte forhandlinger om korsikansk selvstyre. På beboernes side er der tilsyneladende også tvivl om selvstændighedstanken, for der kan ikke samles folkeligt flertal for den.

## Geografi
Korsika ligger syd for Côte d'Azur og nord for Sardinien. Øen er for en stor del skovdækket med partier af maki og garigue. Desuden findes en del vinmarker, olivenplantager og (på den sydlige del) korn- og grønsagsdyrkning.

## Natur
Korsika er blevet beskrevet som "Bjerget i havet", og der er virkelig noget om det: Der er store stigninger, når man bevæger sig fra kysten og bare 25 km ind i landet. Disse højdeforskelle har betydet, at der er udviklet et system af plantebælter, som spænder fra kystens garigue til bjergtoppenes alpine flora.
Svarende til plantesamfundene har der også udviklet sig dyresamfund, som er knyttet til klimaforhold og plantevækst i forskellig højde. Tilsammen danner plante- og dyresamfund – under påvirkning fra menneskers brug af landet – biotoper, som er varierede og interessante at færdes i.

## Befolkning
De oprindelige korsikanere var et iberisk folk. Senere i antikken blev de opblandet med kolonister fra andre dele af middelhavsområdet.
Da Romerriget brød sammen, indledtes en lang periode med røveriske overfald og plyndringer, som varede langt op i Middelalderen.
Efter at Frankrig havde overtaget øen i 1769, har befolkningen været udsat for en opblanding med franskmænd fra hovedlandet.

## Historie
Korsikas historie er fortællingen om erobringer, overfald, fremmed styre og længslen efter frihed. Snart sagt alle øens naboer har gjort krav på den og skiftevis besat den og kæmpet om den, men tilfælde og et simpelt køb betød, at det blev Frankrig, som står tilbage med øen.

## Transport
Af lufthavne er der foruden den Aéroport International Bastia (Poretta), Aéroport de Calvi (Sainte-Catherine) i det nordvestlige korsika, Aerodrome de Propriano i det sydvestlige, Aéroport de Figari i det sydlige, Aéroport International Ajaccio Campo Dell'Oro også i det sydlige. 
Der er kun ganske få busser og de fleste busruter drives af private og har meget få afgange. 
Der er togskinner tværs over Korsika fra Bastia til Ajaccio og til Calvi. En  togrejse mellem Bastia og Ajaccio med selskabet SNCF tager cirka 4 timer.

## Ekstern henvisning
- Hjemmeside for Korsikas officielle turistbureau Arkiveret 5. februar 2022 hos  Wayback Machine

42°09′00″N 9°05′00″Ø / 42.15°N 9.0833°Ø